# Tristagma bivalve
Tristagma bivalve är en amaryllisväxtart som först beskrevs av William Jackson Hooker och John Lindley, och fick sitt nu gällande namn av Hamilton Paul Traub. Tristagma bivalve ingår i släktet Tristagma och familjen amaryllisväxter. Inga underarter finns listade i Catalogue of Life.